# Liste de jeux BlackBerry
Cette liste des jeux BlackBerry recense les jeux vidéo sortis sur les systèmes d'exploitation de la marque BlackBerry (dont le BlackBerry PlayBook OS et BlackBerry 10).
Pour un souci de cohérence, la liste utilise les noms français des jeux, si ce nom existe.
Légende :
- Jouable sur BlackBerry PlayBook OS : PBOS
- Jouable BlackBerry 10 : 10

- Haut – A
- B
- C
- D
- E
- F
- G
- H
- I
- J
- K
- L
- M
- N
- O
- P
- Q
- R
- S
- T
- U
- V
- W
- X
- Y
- Z

## A
- Age of Empires III
- Age of Empires III: The Asian Dynasties
- Amazing Spider-Man, The (10)
- American Gangster: The Mobile Game
- American Pie: The Mobile Game
- AND 1 Streetball
- Angry Birds (10)
- Angry Birds Epic
- Angry Birds Go!
- Angry Birds Rio
- Angry Birds Seasons (10)
- Angry Birds Space (10)
- Angry Birds Star Wars
- Anomaly: Warzone Earth
- Anomaly Korea
- Anomaly 2
- Arkanoid
- Assassin's Creed
- Assassin's Creed II
- Asterix et Obelix chez Cléopâtre
- Asphalt 4: Elite Racing
- Asphalt 6: Adrenaline (PBOS)
- Asphalt 7: Heat (10, PBOS)
- Asphalt 8: Airborne

## B
- Bad Piggies (10)
- Badland (10)
- Bardbarian
- Bejeweled (10)
- Bejeweled 2
- Bionic Commando Rearmed
- BioShock
- Bookworm
- Burn It All: Journey to the Sun (10)

## C
- Call of Duty: World at War
- Call of Duty: Modern Warfare - Force Recon
- Chocolatier
- Crazy Taxi
- Critter Crunch
- Cut the Rope (10)

## D
- Dark Knight, The: The Mobile Game
- Desperate Housewives, le jeu
- Despicable Me: Minion Rush
- Dogz 2
- Doodle Jump (10, PBOS)
- Driver: LA Undercover

## E
- Edge

## F
- Family Feud
- Far Cry 2
- Fieldrunners
- Fieldrunners 2 (10)
- FIFA 10
- FIFA 11
- Flight Control
- Fort Boyard (10)

## G
- Game of Life, The (2009)
- Gangstar 2: Kings of L.A.

## H
Pas d'entrée.

## I
Pas d'entrée.

## J
- Jetez-vous à l'eau !
- Jetpack Joyride (10, PBOS)

## K
Pas d'entrée.

## L
- Lara Croft and the Guardian of Light (PBOS)
- Las Vegas Nights: Temptations in the City
- Légende de Beowulf, La
- Lords of Midnight, The
- Luxor Quest

## M
- Machinarium (PBOS)
- Miami Nights: Singles in the City
- Miner 2049er
- Modern Combat 2: Black Pegasus (PBOS)
- Modern Combat 3: Fallen Nation (PBOS)
- Modern Combat 4: Zero Hour (10, PBOS)
- Monopoly
- Monopoly Here and Now

## N
- N.O.V.A. 2: The Hero Rises Again
- N.O.V.A. 3 (10)
- Need for Speed: Undercover (PBOS)
- New York Nights 2

## O
Pas d'entrée.

## P
- Pac-Man Kart Rally 3D
- Paris Nights
- Peggle
- Pix'n Love Rush (10)
- Plantes contre zombies (10, PBOS)
- Predators
- Prince of Persia : Les Sables oubliés

## Q
Pas d'entrée.

## R
- Rayman contre les lapins crétins
- Rayman Prod' présente : The Lapins Crétins Show
- Real Football 2008 Mini Game SP
- Real Football 2009
- Real Football 2010
- Real Football Manager 2010
- Real Racing 3 (10)
- Redneck Revenge: A Zombie Road Trip (10)

## S
- Sandbox, The (10)
- Shadowgun (10)
- Sid Meier's Pirates! (2004)
- Silent Hunter U-Boat Aces
- Sims 3, Les
- Sims Freeplay, Les (10)
- Sonic and Sega All-Stars Racing
- Sonic the Hedgehog 4: Episode 1 (PBOS)
- Sonic Unleashed : La Malédiction du Hérisson
- Spider-Man Unlimited
- Super Hexagon (10)

## T
- Tennis in the Face
- Terminator Renaissance
- Tiger Woods PGA Tour 09
- Tiger Woods PGA Tour 11
- Tower Bloxx
- Transformers 3 : La Face cachée de la Lune
- Transformers G1: Awakening

## U
Pas d'entrée.

## V
Pas d'entrée.

## W
- Wedding Dash
- World of Goo (10)

## X
Pas d'entrée.

## Y
Pas d'entrée.

## Z
Pas d'entrée.